# Société littéraire de Lyon
La Société littéraire de Lyon est une société savante créée au début du XIXe siècle sous le nom de Cercle littéraire de Lyon, lequel renaissait en 1807 d'une société littéraire créée à Lyon en 1778, disparue à la Révolution. Ce nom de Cercle littéraire subsiste jusqu'en 1831, date à laquelle il reprend son nom de Société littéraire de Lyon jusqu'en 1870, remplacé cette année là par Cercle littéraire, historique et archéologique de Lyon jusqu'en 1951 pour finalement et jusqu'à ce jour s'appeler Société historique, archéologique et littéraire de Lyon.

## Historique
Le Cercle littéraire créé le 7 avril 1807, ayant pour objet selon ses statuts "la culture des lettres, des sciences et des arts", a pour ambition de continuer la tradition de la précédente créée en 1778 par Thomas Riboud en présence de l'historien Delandine et du grammairien Domergue et disparue en 1793 sous la Révolution. Ses membres fondateurs au nombre de dix sept comptent parmi eux Jean Marie Achard-James, Antoine Péricaud, Louis Coste et Étienne Molard.
Le Cercle de Lyon voit quelques noms d'illustres littérateurs le rejoindre comme Pierre-Simon Ballanche, Frédéric Ozanam ou Victor de Laprade, et d'hommes politiques ayant marqué leur temps comme Jean de Chantelauze, 
À partir de 1839, la Société littéraire entame une notice biographique des hommes les plus éminents du Lyonnais qui commence à ouvrir la Société vers des sujets autres que littéraires. Et en 1860, quand elle commence à publier ses Mémoires, l'orientation donnée justifiera l'adoption en 1870 de son nouveau nom de Cercle littéraire, historique et archéologique de Lyon. L'histoire de la cité lyonnaise, la description de ses monuments, constitueront le premier rang des travaux de ses membres.

## Activité actuelle
Depuis l'adoption de son nouveau nom en 1870, la Société poursuit un objet tourné principalement sur la recherche historique liée à Lyon et notamment depuis l'adoption de sa dernière appellation en Société historique, archéologique et littéraire de Lyon en 1951.
Ses publications et les conférences ouvertes au public au siège de l'association fixé aux Archives municipales de Lyon, assurent sa notoriété actuelle.